# Volmerange-les-Mines
Volmerange-les-Mines – miejscowość i gmina we Francji, w regionie Grand Est, w departamencie Mozela.
Według danych na rok 1990 gminę zamieszkiwało 1755 osób, a gęstość zaludnienia wynosiła 136 osób/km² (wśród 2335 gmin Lotaryngii Volmerange-les-Mines plasuje się na 241. miejscu pod względem liczby ludności, natomiast pod względem powierzchni na miejscu 428.).